# Iglesia de San Józefa en Klimontów

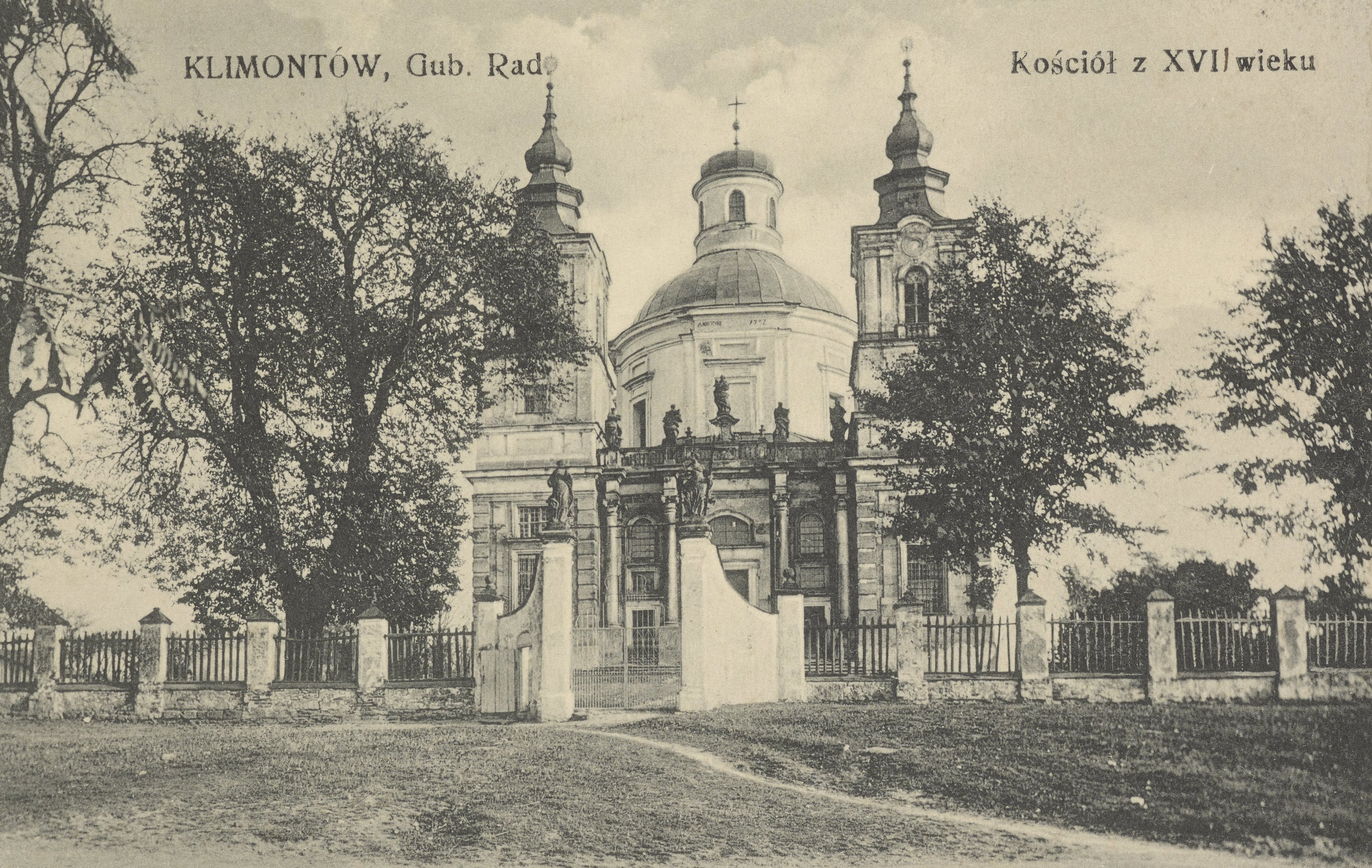
Vista desde antes de 1911

La iglesia de SantaJózefa de Klimontów es una iglesia católica romana (llamada iglesia Laparroquial o iglesia de Infułat) ubicado en Klimontów, condado de Sandomierz, voivodato de Świętokrzyskie. Es el templo principal de la parroquia de Klimontów. Está situada en el Camino de San Pablo de Małopolska. Jacobo

## Historia
Fundada en 1637 por Jerzy Ossoliński, fue construido en los años 1643-1650 según el diseño de Wawrzyniec Senes en estilo barroco (basándose en soluciones florentinas y romanas). En 1648, el obispo Piotr Gembicki elevó el templo a la dignidad de colegiata con un párroco mitrado. Los problemas relacionados con la falta de fondos para la reconstrucción del colegio capitular provocaron que el obispo de Cracovia, Konstanty Felicjan Szaniawski, privara al templo del privilegio de colegiata en 1730. El privilegio de la mitra se mantuvo hasta 1950.